# Formica novaeanglae
Formica novaeanglae är en myrart som beskrevs av Buckley 1866. Formica novaeanglae ingår i släktet Formica och familjen myror. Inga underarter finns listade i Catalogue of Life.